# 越ノ海勇藏 (安永)
越ノ海 勇藏（こしのうみ ゆうぞう、生没年不詳）は、越後出身の江戸相撲力士。最高位は前頭筆頭。

## 経歴
越後国（現・新潟県）出身。相撲巧者と評判をとり、江戸相撲の初期（宝暦年間）から谷風梶之助の時代まで長く活躍、稲川、千田川、艫綱とあわせて「四天王」と称された。好成績を上げ、優勝相当の成績も数度残したが、番付運に恵まれずに三役昇進は果たせなかった。安永9年（1780年）10月場所、新進気鋭の小野川喜三郎を破った場所を最後に土俵を去る。21年間の土俵生活であった。